# Ton Smits-penning
De Ton Smits-penning is een prijs voor cartoonisten, vernoemd naar Ton Smits. De prijs wordt uitgereikt door de Nederlandse cartoonistenvereniging De Tulp en de Ton Smits Stichting. Ze bestaat sinds 1984, maar wordt niet ieder jaar uitgereikt.

## Winnaars
- 1984 Ted Schaap, Zwitserland
- 1985 Jan Sanders, Nederland
- 1986 Claude Serre, Frankrijk
- 1987 Stefan Verwey, Nederland
- 1989 Len Munnik, Nederland
- 1993 Roland Topor, Frankrijk
- 1994 Peter Vos, Nederland
- 1996 Roland Fiddy, Verenigd Koninkrijk
- 1997 Gal (Gerard Alsteens), België
- 1998 Jiří Slíva, Tsjechië
- 1999 Jusp (Jürg Spahr), Zwitserland
- 2002 Joep Bertrams, Nederland
- 2007 Miroslav Barták, Tsjechië